# مونا (یوتا)
مونا (به انگلیسی: Mona) شهری در ایالت یوتا کشور ایالات متحده آمریکا است که جمعیت آن در سرشماری سال ۲۰۱۰ میلادی، ۱٬۵۴۷ نفر بوده‌است.